# 2006年全國體育大會拔河比賽
全國第三屆體育大會拔河項目由5月28日至29日於蘇州市體育場舉行，設硬地女子480公斤級、硬地男子560公斤級與硬地男子600公斤級，3個小項。

## 獎牌分佈情況

### 硬地男子560公斤級
冶金以2:0擊敗山東，奪得金牌，而遼寧也以相同的比數取得銅牌。
| 獎牌 | 隊伍 |
| 金牌 | 冶金 |
| 銀牌 | 山東 |
| 銅牌 | 遼寧 |

### 硬地男子600公斤級
冶金體協以2:0戰勝山東，遼寧就0:2不敵河北，最終得第4位。
| 獎牌 | 隊伍 |
| 金牌 | 冶金 |
| 銀牌 | 山東 |
| 銅牌 | 河北 |

### 硬地女子480公斤級
山東隊以2:0贏得金牌，山西以同樣比分取得銅牌。
| 獎牌 | 隊伍 |
| 金牌 | 山東 |
| 銀牌 | 江蘇 |
| 銅牌 | 山西 |